# Durhamstown Castle
Durhamstown Castle ist ein 600 Jahre altes Tower House im Townland Durhamstown im irischen County Meath. Es wurde nach einem Mr Doream benannt und ist heute eine Pension und Restaurant.

## Geschichte

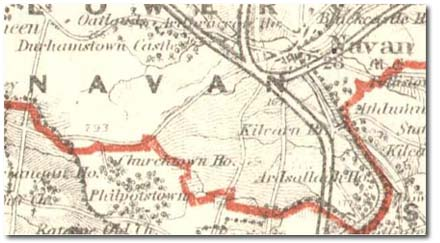
Durhamstown Castle auf einer Karte von 1885

Die Ursprünge des Gebäudes sind nicht genau bekannt, aber das heutige Bauwerk soll vom Anfang des 15. Jahrhunderts stammen.
Im 16. Jahrhundert gehörte das Tower House Walter Devereux, 1. Earl of Essex, dem Lord Deputy of Ireland unter der englischen Königin Elisabeth I.
Im 17. Jahrhundert lebte dort Sir Roger Jones, Lord Ranallagh, dessen Sohn Arthur als Schatzkanzler in einen Skandal verwickelt war, bei dem das gesamte irische Steueraufkommen zur Aushaltung der Maitressen von König Karl II. von England umgeleitet wurde.
Im 18. Jahrhundert lebten die Thompsons in der Burg und im 19. Jahrhundert die Familie Roberts.
Heute gehört Durhamstown Castle Dave und Sue Prickett, die es 1996 kauften und als Pension und Restaurant betreiben. Es ist eines der ältesten, durchgehend bewohnten Gebäude in Irland.

## Beschreibung
Durhamstown Castle hat vier Stockwerke und die Decke des Erdgeschosses ist gewölbt. Ein Turm mit quadratischem Grundriss, dessen Spitzbogentüre zu einer Wendeltreppe führt, findet man in der östlichen Mauer. Am nördlichen Ende des Hauptgebäudes sind drei hohe Kamine zusammengefasst. Ursprünglich soll das Tower House ein Stockwerk höher gewesen sein, aber der oberste Stock wurde nach einem Brand abgerissen. Im 19. Jahrhundert wurde im Norden ein einstöckiger Anbau angefügt.